# Grå taggsvamp
Grå taggsvamp (Phellodon confluens) är en svampart som först beskrevs av Christiaan Hendrik Persoon, och fick sitt nu gällande namn av Zdeněk Pouzar 1956. Grå taggsvamp ingår i släktet lädertaggsvampar och familjen Bankeraceae.  Arten är reproducerande i Sverige. Inga underarter finns listade i Catalogue of Life.